# LaDontae Henton
LaDontae Lee Henton (Lansing, 6 gennaio 1992) è un ex cestista statunitense.